# Topobates ultraforaminosus
Topobates ultraforaminosus är en kvalsterart som först beskrevs av Lee och Pajak 1988.  Topobates ultraforaminosus ingår i släktet Topobates och familjen Scheloribatidae. Inga underarter finns listade i Catalogue of Life.